# Sprężyk sosnowy
Sprężyk sosnowy (Ampedus sanguineus) – gatunek chrząszcza z rodziny sprężykowatych

## Opis
Chrząszcz te osiąga od 12 do 17,5 mm długości. Ciało czarne. Tylko barwa pokryw jaskrawoczerwona, a u ekstremalnie rzadko spotykanych okazów żółta (podobnie jak u A. ochropterus). Przedplecze wydłużone, jego boczne krawędzie na większej części długości od nasady ku przodowi słabo zwężające się zaokrąglonym zakrzywieniem. Środkowa linia podłużna przedplecza zwykle dość długo widoczna od okolic środka ku przodowi. Punktowanie przedplecza w przedniej części silne i gęste, ku tyłowi rzadsze, przy czym punkty tam nieco tylko mniejsze, W rejonie jego kątów tylnych obecne duże, pępkowate punkty. Tło przedplecza błyszczące. Owłosienie spodu ciała, przedplecza i pokryw zwykle czarne i tylko rejon tarczki żółtawo owłosiony. Rzadko pokrywy i spód ciała żółto owłosione. Edeagus samca zmienny, niewystarczająco charakterystyczny by służył do odróżnienia od podobnych gatunków. Od A. cinnabarinus (zwłaszcza czarno owłosionych okazów tego gatunku) sprężyka sosnowego można odróżnić po lepiej wykształconej linii środkowej przedplecza, która u A. cinnabarinus widoczna jest co najwyżej tylko w nasadowej ¼ jego długości.

## Biologia i ekologia
Dorosłe spotykane na pniakach i pod korą drzew oraz na kwiatach z rodziny baldaszkowatych. Larwy przechodzą rozwój najczęściej w drewnie drzew iglastych, zwłaszcza sosen, rzadziej dębów i buków. W drewnie polują na larwy kózkowatych i jelonkowatych. Zasiedla bory iglaste i mieszane. 

## Rozprzestrzenienie
Sprężyk sosnowy występuje w Europie i cieplejszych rejonach Syberii.